# Carlos Eduardo, Duque de Saxe-Coburgo-Gota
Carlos Eduardo, Duque de Saxe-Coburgo-Gota (Surrey, 19 de julho de 1884 – Coburgo, 6 de março de 1954) foi de 1900 a 1918 o quarto e último duque soberano de Saxe-Coburgo-Gota. Era neto da rainha Vitória do Reino Unido e do príncipe Alberto de Saxe-Coburgo-Gota, sendo Príncipe do Reino Unido e Duque de Albany até a Lei de Privação de Títulos de 1917 que retirou os títulos britânicos de inimigos do país na Primeira Guerra Mundial.
O Príncipe Carlos Eduardo foi uma figura conhecida no Reino Unido, devido ao seu estatuto como Duque soberano de Saxe-Coburgo-Gota e Duque da Saxônia da Alemanha, durante a Primeira Guerra Mundial. Com o fim da Primeira Guerra Mundial e para dissociar a linhagem alemã da Família Real Britânica, todos os títulos germânicos foram abolidos pela Carta Patente do Rei Jorge V. Em 1918, ele foi forçado a abdicar do seu trono ducal e mais tarde por sua ligaçao familiar com a Alemanha e da admiração de Hitler por ele, juntou-se ao Partido Nazi de Adolf Hitler. Isso causou grande embaraço para a sua única irmã, Alice, Condessa de Athlone, que, no entanto, permaneceu fiel a ele para o resto de sua vida.

## Primeiros anos

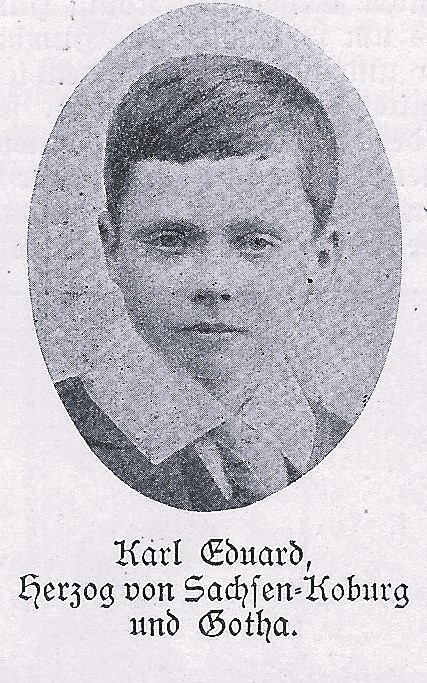
Carlos Eduardo quando jovem

Carlos Eduardo nasceu em Claremont House, perto de Esher, em Surrey. Seu pai era o Príncipe Leopoldo, Duque de Albany, o filho mais novo da Rainha Vitória e de Alberto, o Príncipe Consorte. Sua mãe era a Princesa Helena de Waldeck-Pyrmont.
Como seu pai morreu antes do seu nascimento, Carlos Eduardo sucedeu aos seus títulos imediatamente após o nascimento e recebeu o título de Sua Alteza Real o Duque de Albany.
Ele teve uma cerimónia de batismo privada em Claremont House, em 4 de agosto de 1884, duas semanas após seu nascimento e, batizado publicamente quatro meses mais tarde na Igreja Paroquial de Esher, em 4 de dezembro de 1884. Seus padrinhos foram a Rainha Vitória, Eduardo, Príncipe de Gales (mais tarde Rei Eduardo VII), a Princesa Cristiana de Schleswig-Holstein, a Marquesa de Lorne, a Princesa Frederica de Hanôver e Jorge Vítor, Príncipe de Waldeck-Pyrmont. Seu tio, Eduardo VII, fez dele Cavaleiro da Ordem da Jarreteira, em 15 de julho de 1902.
Como neto da Rainha Vitória I, o Duque era primo do Rei Jorge V do Reino Unido, da Rainha Maud da Noruega, do Grão-Duque Ernesto Luís de Hesse, da Imperatriz Alexandra da Rússia, da Rainha Maria da Roménia, da Rainha Sofia da Grécia e da Rainha Guilhermina dos Países Baixos (através da sua mãe). O Duque foi também primo do imperador alemão Guilherme II.

## Duque de Saxe-Coburgo-Gota

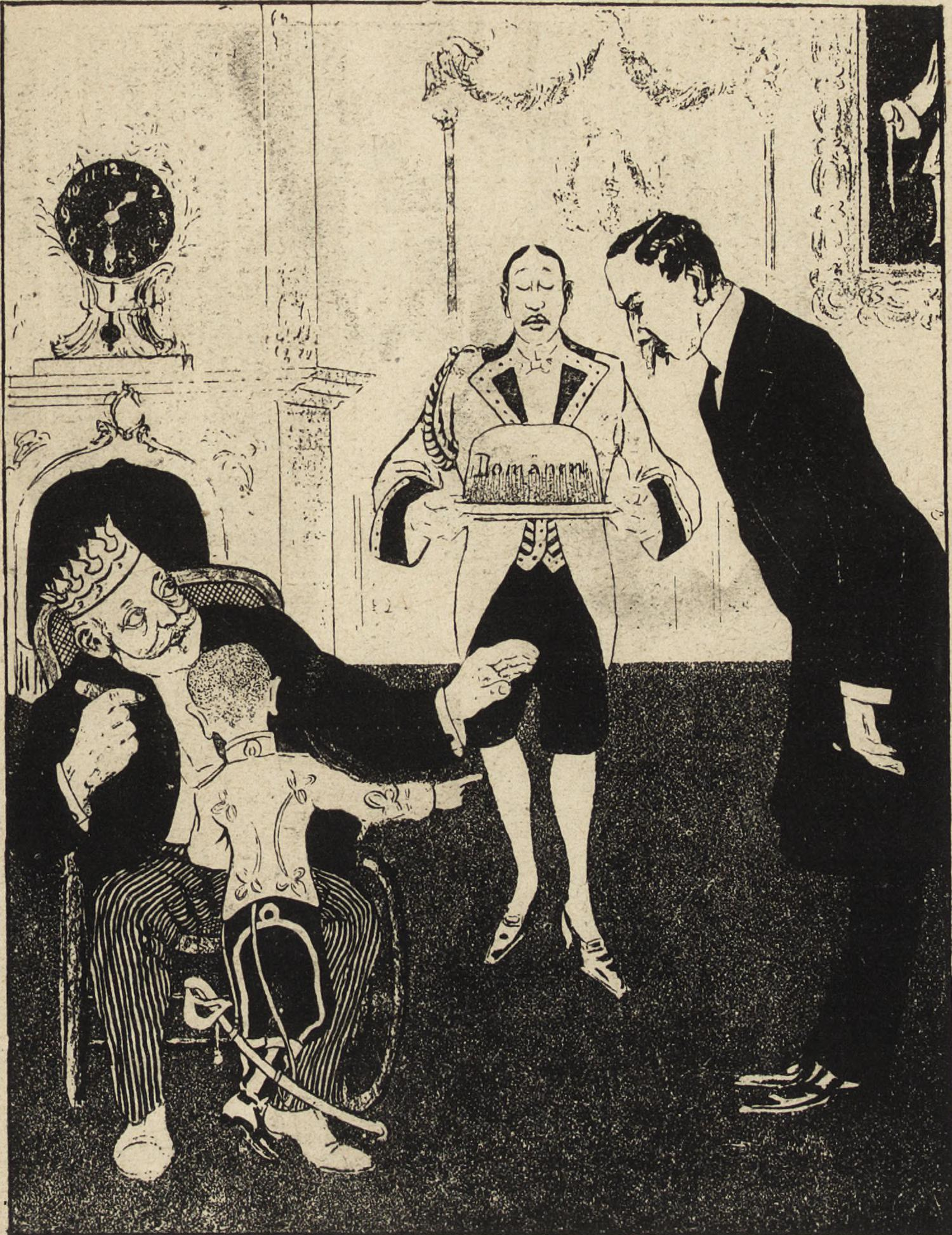
Uma charge política ridicularizando o fato de Carlos Eduardo não herdar na totalidade seus domínios; o seu tio, o rei Eduardo VII do Reino Unido, ainda mantinha o título de "Duque da Saxônia"
Carlos Eduardo: — Tio Eduardo, É verdade que eu só deveria comer metade desse bolo?

Em 1900, com dezesseis anos de idade, o Príncipe Carlos Eduardo herdou o trono ducal de Saxe-Coburgo-Gota do seu tio Alfredo, Duque de Saxe-Coburgo-Gota, sob ordem direta a partir do seu avô Alberto, Príncipe consorte, pois Alfredo, Príncipe Hereditário de Saxe-Coburgo-Gota, único filho do seu tio, morreu em 6 de fevereiro de 1899, e o seu tio Príncipe Artur, Duque de Connaught, terceiro filho da Rainha Vitória, renunciou, juntamente com os seus descendentes, às suas pretensões ao ducado em 15 de julho de 1899 . Durante os cinco anos seguintes, ele reinou sob a regência do Príncipe Ernesto de Hohenlohe-Langenburg e sob a estrita orientação do Imperador Guilherme II. Após atingir a idade adulta, em julho de 1905, o Duque de Albany assumiu os seus plenos poderes constitucionais como Carlos Eduardo, Duque de Saxe-Coburgo-Gota. Ele foi um monarca popular e progressista que promoveu o desenvolvimento econômico e social de seu ducado e se esforçou para melhorar a vida de seus súditos.

## Casamento
O Imperador da Alemanha Guilherme II escolhe sua sobrinha, a Princesa Vitória Adelaide de Schleswig-Holstein, para promover um casamento perfeito com o Duque Carlos Eduardo. O noivado foi anunciado em Coburgo no dia 16 de fevereiro de 1905  e o casamento aconteceu no Castelo de Glücksburg, em Holstein, no dia 11 de outubro do mesmo ano. Ela era filha do Duque Frederico Fernando de Schleswig-Holstein-Sonderburg-Glücksburg. 

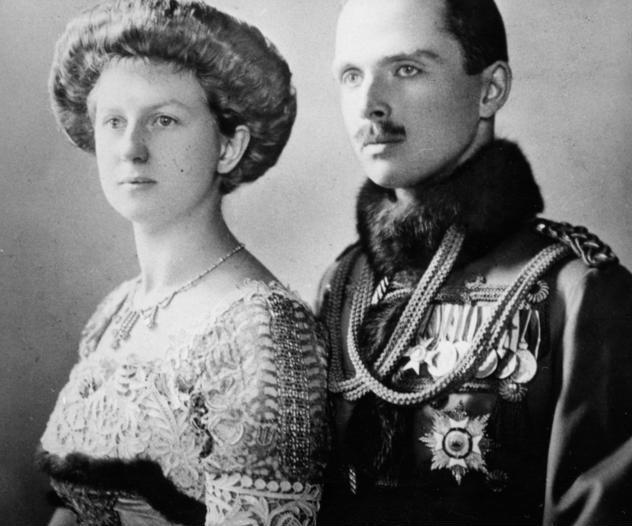
O Duque e a Duquesa de Saxe-Coburgo-Gota.

O Duque e a Duquesa de Saxe-Coburgo-Gota tiveram cinco filhos:
- Príncipe Leopoldo (1906-1972), com descendência;
- Princesa Sibila, Duquesa da Bótnia Ocidental (1908-1972), com descendência;
- Príncipe Umberto (1909-1943), sem descendência;
- Princesa Carolina Matilde (1912-1983), com descendência;
- Príncipe Josias (1918-1998), com descendência

Através da sua filha, Sibila, Carlos Eduardo foi avô materno de Carlos XVI Gustavo da Suécia.

## Primeira Guerra Mundial
A Primeira Guerra Mundial causou um conflito de lealdade para Carlos, mas finalmente o Duque apoiou a Alemanha e organizou uma comissão como General do exército alemão. Consequentemente, em 1917 o rei Jorge V  do Reino Unido decidiu mudar o nome da Casa Real britânica devido a sentimentos antigermânicos que prevaleciam na época, devido ao conflito com a Alemanha. O rei Jorge V era um membro da Casa de Saxe-Coburgo-Gota por meio de seu avô, o príncipe Albert, marido da rainha Vitória. Para mostrar solidariedade com seu povo e evitar qualquer associação negativa com a Alemanha, ele renunciou aos títulos e sobrenomes alemães e adotou o nome da Casa de Windsor, retirando os títulos daqueles que haviam sido leais a ancestralidade alemã.  Assim, a Casa Real britânica passou a ser conhecida como a Casa de Windsor a partir desse momento. Isso foi uma medida simbólica e política para mostrar lealdade à Grã-Bretanha durante um período de tensões internacionais. Como resultado, os membros da família real britânica passaram a ser oficialmente conhecidos como membros da Casa de Windsor, e essa designação foi mantida nas gerações subsequentes.

## Segunda Guerra Mundial, nazismo e últimos anos

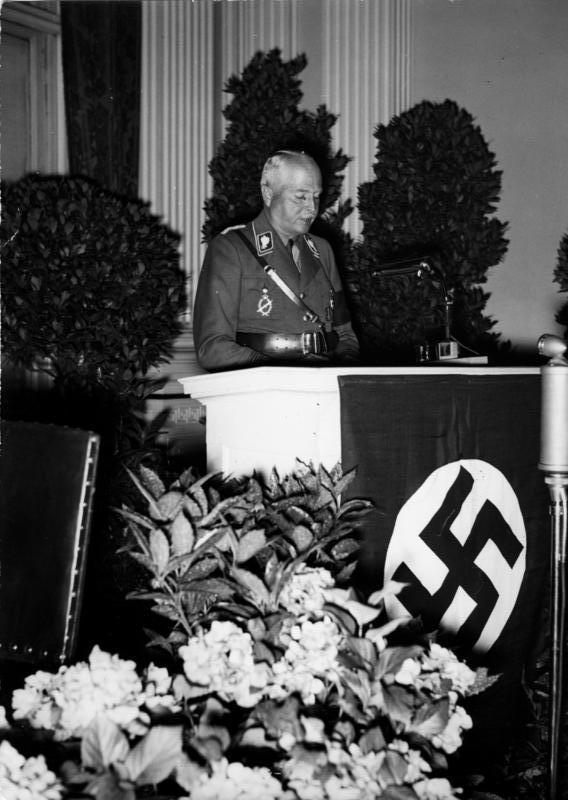
O Duque discursando em um comício nazista em 1935.

Durante a II Guerra Mundial, os seus três filhos serviram nas Forças Armadas Alemãs. Carlos Eduardo ingressou formalmente no Partido Nazista em março de 1933, e nesse mesmo ano, tornou-se membro das SA, alcançando ao posto de Obergruppenführer em 1936. De 1936 a 1945, serviu como membro do Reichstag, representando o Partido Nazista, e foi presidente da Cruz Vermelha Alemã de dezembro de 1933 a 1945.
Ele compareceu ao funeral de Jorge V como representante de Hitler, Hitler o usou para encorajar os sentimentos pró-nazistas do Duque de Windsor e sua esposa.  Em 1945, o Führer ordenou que ele não fosse capturado por causa da grande quantidade de informações privilegiadas que ele possuía.
Quando a guerra terminou, o Ducado de Saxe-Coburgo-Gota foi dividido pelos Aliados depois da guerra e o Exército Soviético apropriou-se de uma grande parte do património familiar na zona de ocupação.
O ex-Duque de Saxe-Coburgo-Gota assistiu em 1953 à coroação da sua prima Isabel II em Londres. Carlos Eduardo um dos mais antigos netos da linhagem masculina da rainha Vitória, Morreu em 1954.

## Títulos e honras

### Títulos
- 19 de julho de 1884 - 30 de julho de 1900: Sua Alteza Real, o Duque de Albany
- 30 de julho de 1900 - 6 de março de 1954: Sua Alteza Real, o Duque de Saxe-Coburgo-Gota

### Honras
- KG: Cavaleiro da Ordem da Jarreteira, 15 de julho de 1902 - 1915;
- GCVO: Cavaleiro da Grande Cruz da Real Ordem Vitoriana, 27 de janeiro de 1901.

Brasão de armas do príncipe Carlos Eduardo, Duque de Albany.
Brasão de armas do Duque Carlos Eduardo, após os títulos germânicos serem abolidos em 1919.

## Na mídia
Em 2 de junho de 2008, o British Channel 4 exibiu um documentário de uma hora sobre Carlos Eduardo chamado "Hitler's Favourite Real". É feito com filmagens originais e fotografias de todas as fases da vida, tanto privada como pública, do Duque, a sua adesão ao Partido Nazista, o seu apoio a Adolf Hitler e outros aspectos. Vários historiadores internacionais comentaram sobre os acontecimentos e questões que giram em torno da sua vida, lembrando a opinião pública da sua existência e reavivando o debate público, mais uma vez.